# Gunilla Bielke
Gunilla Bielke (spreek uit: bjelke) (Liljestad (Östergötland),
25 juni 1568 - Bråborg Slott (Östergötland), 25 juni 1597) was de tweede vrouw van Johan III, koning van Zweden en groothertog van Finland.

## Biografie
Gunilla was de dochter van Johan Axelsson Bielke (een neef van de koning) en Margaretha Axelsdotter Posse. Zij was al sinds haar tiende jaar opgegroeid aan het Zweedse hof door de vroege dood van beide ouders. In 1582 werd zij de hofdame van de eerste vrouw van Johan III.
Na de dood van Catharina van Polen vroeg Johan haar ten huwelijk. Dit weigerde zij aanvankelijk, omdat zij reeds verloofd was. Op aandrang van haar familie ging ze toch in op het aanzoek en trouwde met hem. Johans broers en zusters weigerden aanwezig te zijn bij de bruiloft, omdat zij het een huwelijk beneden zijn stand vonden.
Daar zij na het huwelijk automatisch koningin werd van Zweden, wist zij haar invloed op de koning te doen gelden. In tegenstelling tot haar voorgangster was Gunilla protestant en wist zij de koning in sommige beslissingen inzake geloofskwesties op andere gedachten te brengen.
Na de dood van haar man bleef Gunilla in Stockholm om een garantie tot pensioen te verkrijgen voor haarzelf en haar zoon. Hierdoor ontstond een conflict met de andere leden van de koninklijke familie, die erop stonden dat zij uit Stockholm vertrok. Na een toezegging van een pensioen trok Gunilla zich terug op het kasteel Bråborg, waar ze nog vier jaar woonde.

## Huwelijk
Uit haar huwelijk, dat op 21 februari 1584 werd gesloten op Västerås Slott in Västerås, werd een zoon geboren:
Johan (18 april 1589 - 5 maart 1618), getrouwd met Maria Elisabeth Wasa, dochter van Karel IX van Zweden

## Dood
Gunilla Bielke overleed op 25 juni 1597 en werd bijgezet in de Domkerk van Uppsala.